# 足漕ぎボート

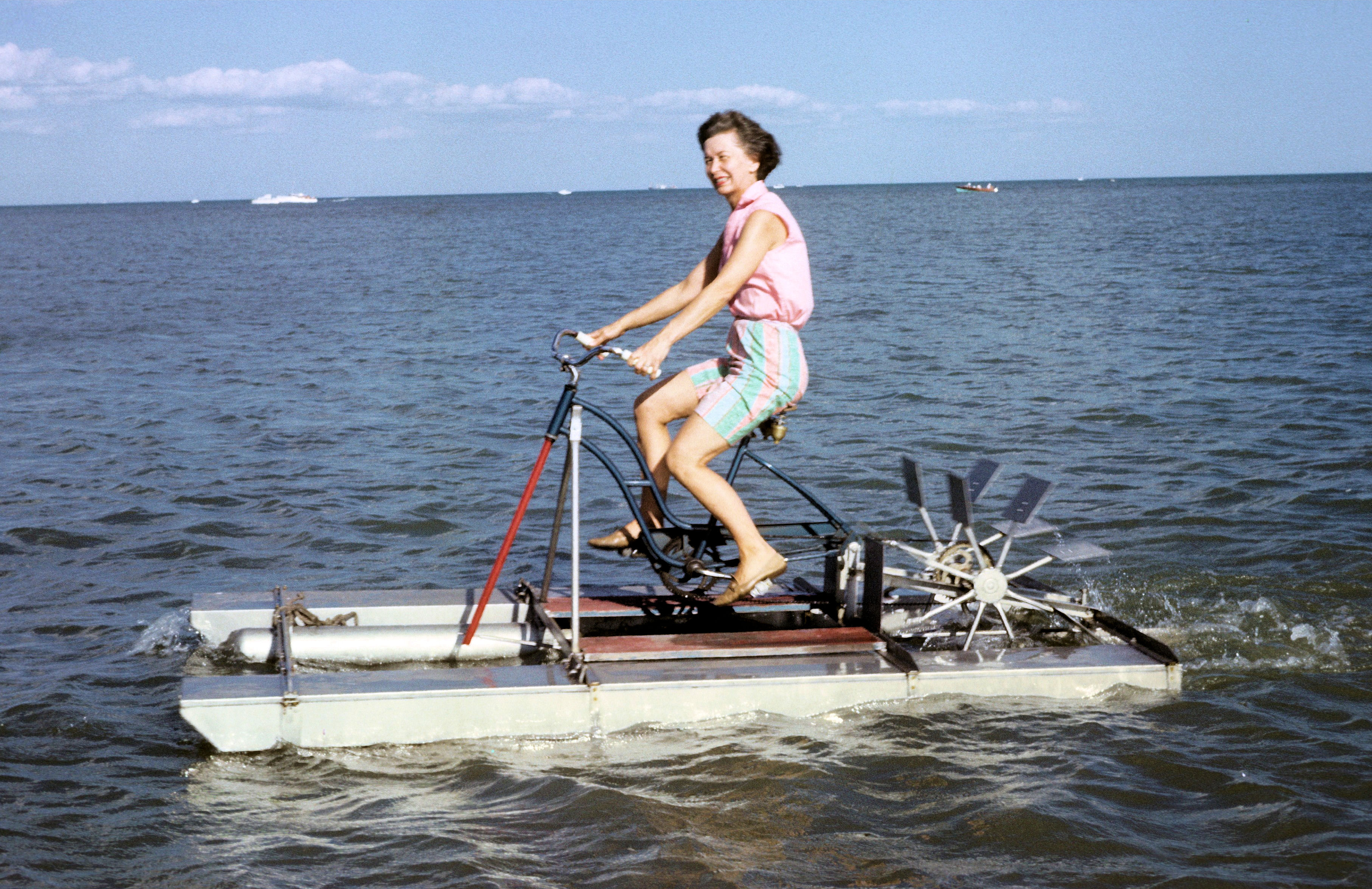
アメリカ合衆国ミシガン州のセントクレア湖にて。外輪方式。

足漕ぎボート（あしこぎぼーと）とは、外輪を用い、足でペダルをこぐことによって推進するボートの一種である。「サイクルボート」「ペダルボート」などとも呼ばれる。英国英語では「pedalo」、米国などでは「paddle boat」と呼ばれる。 

## 概要
一般的な足漕ぎボートは、ペダルを漕ぐことで側面ないし後方に取り付けられた円筒状の推進器（外輪、水車様の推進装置）を回転させ、これを推進力として前進する。ペダルの回転を動力に変える方式は外輪を直接回転させる方式が一般的だが、チェーンやギアを経由するもの、スクリューを回転させるものもある。方向転換にはハンドルによって操舵される舵が使用され、ペダルを逆回転させることで後進することができるものも存在する。人力外輪による推進器はあまり強力ではなく、このため流れの速い河川などでは利用することは難しい外、浅く広い船底のために波やうねりのある海での利用も困難である。しかし、足で漕ぎハンドルで操舵するという様式から、櫂（オール）を使ったボートよりも操作し易く、また底面が広いものが多く波の無い水面では安定性が良いことから、初心者でも扱い易い。
これらは観光・レジャー用として公園や観光地の池・湖で利用されており、観光客や行楽客に有償で貸し出されている。20世紀後半よりFRP製のものが一般に見られ、屋根があるものと無いものがある。また、これらのうち白鳥を模した形状のものは特に「スワンボート」とも呼ばれる。
足漕ぎボートの例
- 1930年のストックホルム博覧会での風景。自転車型でスクリュー駆動か。
- 1936年、足漕ぎボートでレジャーを楽しむ家族。
- 足漕ぎボート。ベルギー、オースト＝フランデレン州ドンク湖。
- イタリアのロンバルディア州エンディネ湖の足漕ぎボート。
- 一般的な足漕ぎボートの運用風景。
- スマートな形状の足漕ぎボートとスマートな二人。
- ドイツのレンタル足漕ぎボート。
- ハワイでのレジャー風景。水上自転車形式の、広義の足漕ぎボート。後輪が駆動装置を兼ねる。
- 水上自転車の古例。駆動は後輪の回転による。
- 自転車とフロートを組み合わせた「足漕ぎボート」の例。動力は水中のスクリューに伝わる。
- 自転車とフロートを組み合わせた例。
- ベルギーのベルラーレにて。
- 黒海のリゾート。内部構造がよく見える。木製で、推進方式は水車（外輪）型。
- オランダのアムステルダムの運河。右にレンタルボートが並ぶ。
- 滑り台つきのボート。欧米のリゾートによくある。
- クロアチアの滑り台つきのボート。
- マケドニア共和国ストルガの滑り台つきのボート。
- ブラジルの「スワンボート」。
- 中華人民共和国の北京のスワン（？）ボート。顔面部の形状的にはガチョウ。
- フランスのフラミンゴボート。

## 日本の「スワンボート」開発の背景
前述の公園や観光地の池・湖の遊覧用ボートにはかつて、手漕ぎボートとともに、無免許で操縦できたエンジン付きの円形ボートが使われていたが、事故が相次いだことから1974年（昭和49年）の法改正により動力付きボートの操縦には小型船舶操縦士の免許が必要になり、一般の人が気軽に利用できなくなった。群馬県のボートメーカ「スナガ」は非免許保持者でも操縦できるボートとして足漕ぎ駆動のボートを商品開発し、さらに同社は1978年（昭和53年）に白鳥を模したスワンボート1号機を開発した、とされる。2017年時点で、同社が国内のスワンボートの90%以上のシェアを持っているという。
なお、1925年（大正14年）に滋賀県大津市に完成した瀬田橋遊園地には、スワンボート（外見、構造。製造元不明）が備えられたとの報道が見られる。

### 世界の「スワンボート」
スワンボートは世界各国に存在しており、その発祥はアメリカのボストンで1877年に作られた、白鳥をテーマにした足漕ぎボート、とされている。日本では白鳥のイメージからか船体色は白が多いが、世界各国には多種多様な色彩のものがあり、色とりどりのレインボーカラーや、黒鳥になぞらえた黒色のものもある。そもそも白鳥モチーフではなく、フラミンゴやドラゴンの意匠の場合もある。タイ王国など一部の国で「スワンボート」は、龍船（ドラゴンボート）やペーロンなどに似た「多人数で漕ぐ競技用ボート」を指す場合があるので注意したい。

## 日本国内で足漕ぎボート・スワンボートに乗れる主な場所

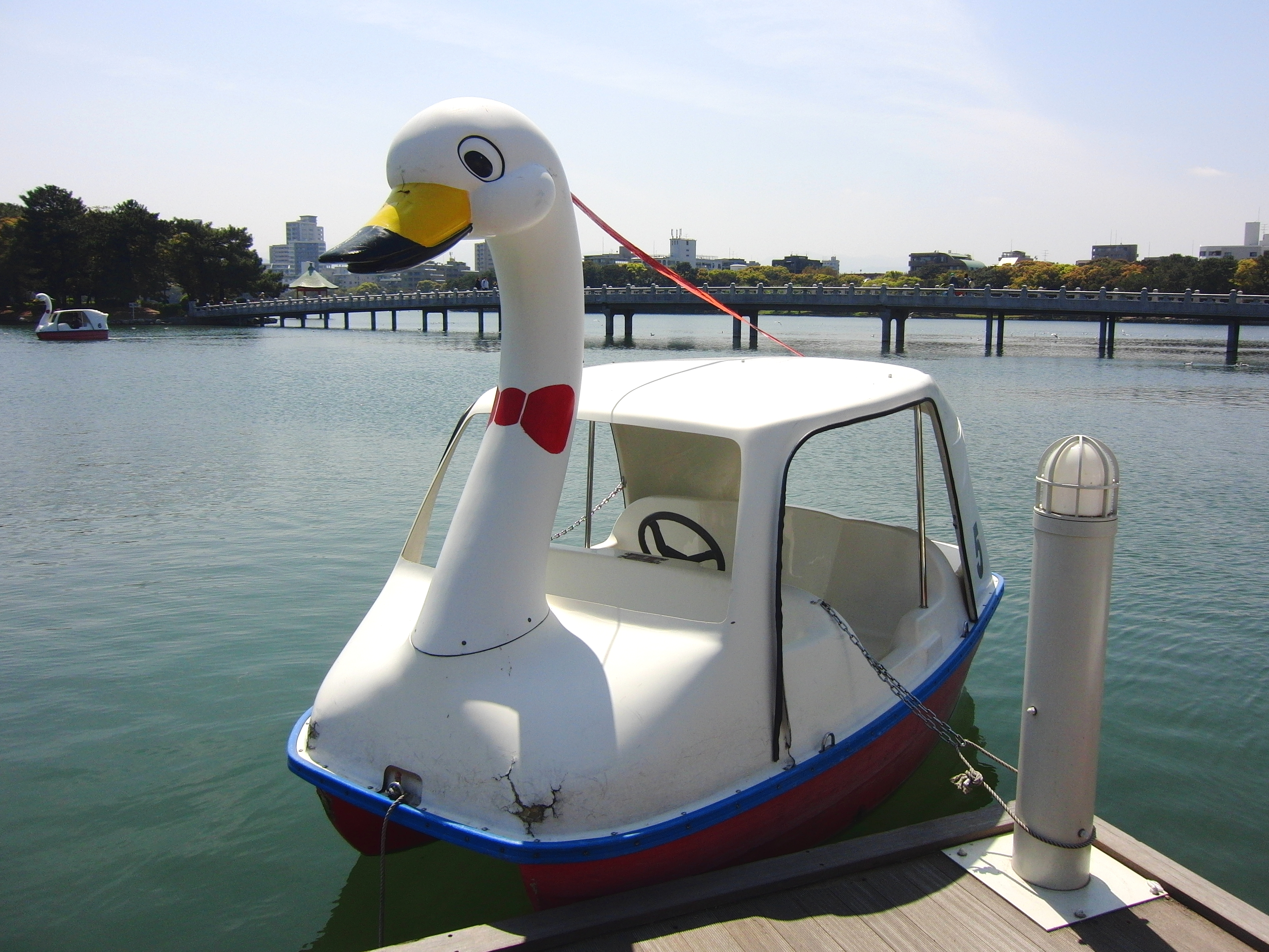
福岡県、大濠公園のスワンボート。

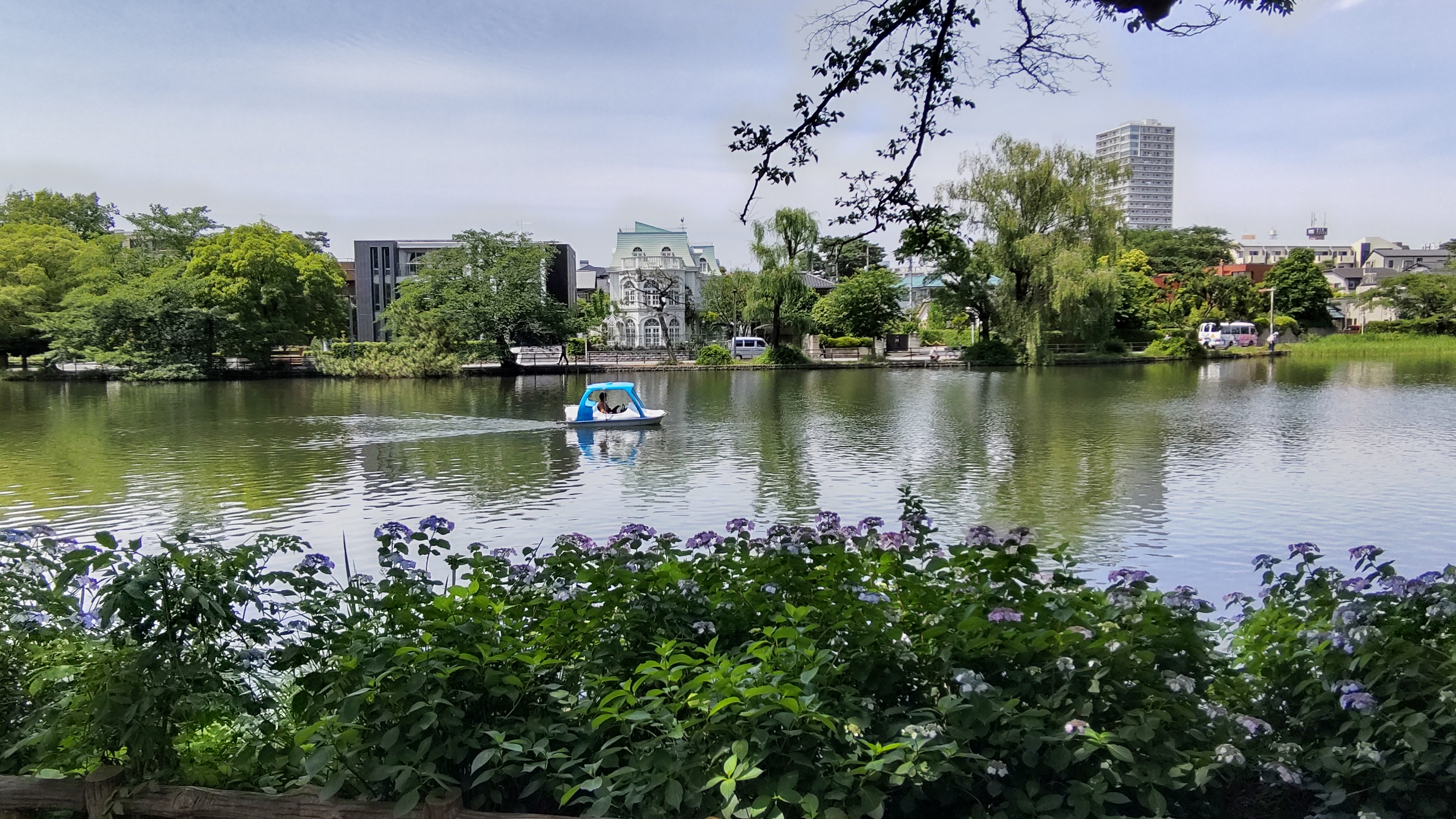
東京都練馬区石神井公園の石神井池。文学や漫画、映像作品での登場が多い。

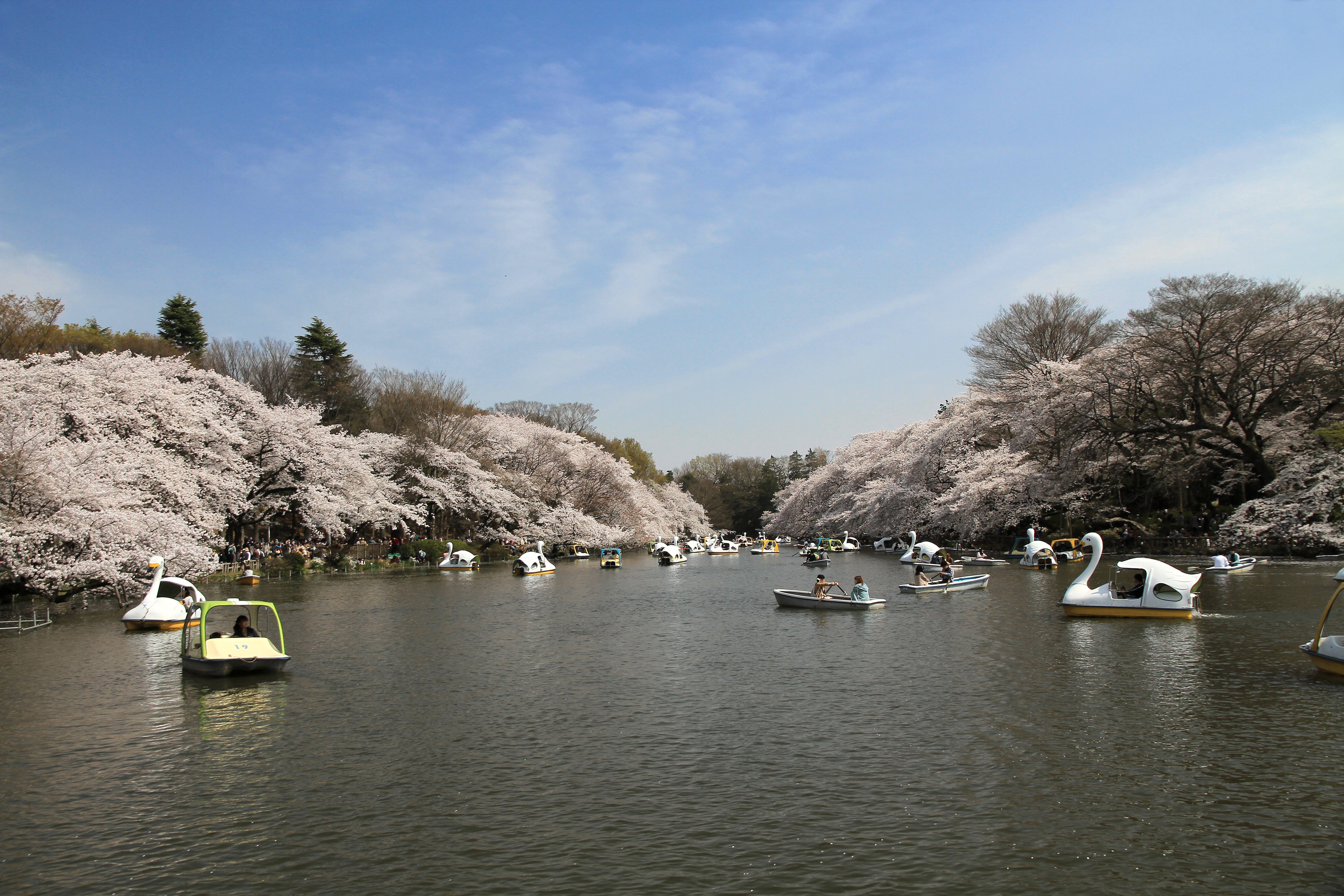
東京都、井の頭恩賜公園の足漕ぎボートおよびスワンボート。「カップルが乗ると破綻する」著名な伝承があるが、世の交際する男女が必ずしも婚姻に至るわけではない、即ち世のカップルの過半は別離れるものであるため、足漕ぎボートのせいではない。

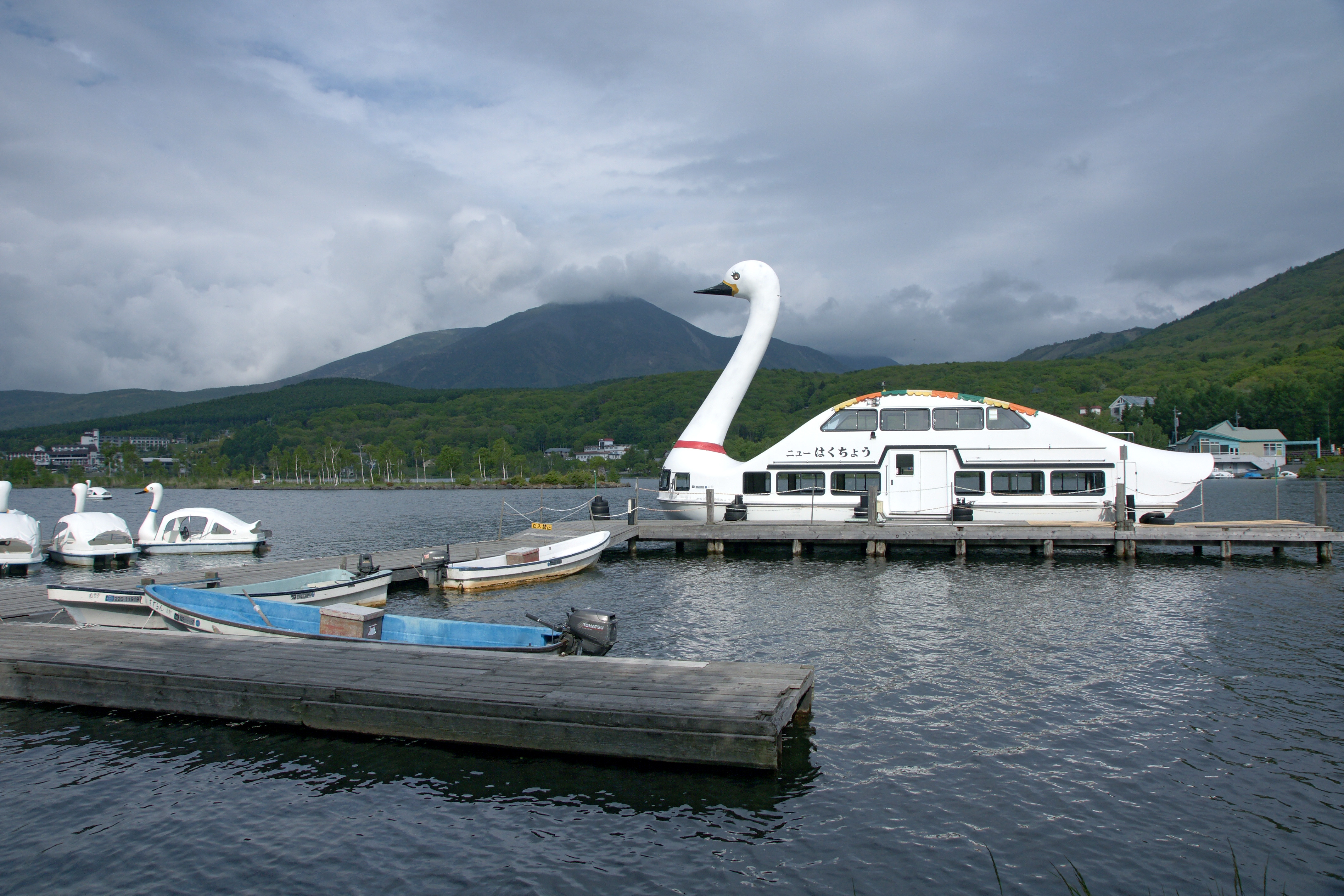
長野県の白樺湖。左の小さい白鳥がスワンボート。右の大きな白鳥は遊覧船

以下の一覧はあくまで著名な例の一覧であり、この他にも多く存在する。

### 北海道
- 支笏湖（北海道千歳市）

### 東北
- 猿賀公園（青森県平川市）
- 十和田湖（青森県十和田市）
- 田沢湖（秋田県）
- 東沢バラ公園（山形県村山市）

### 関東
- つつじが岡公園（群馬県館林市）
- 榛名湖（群馬県高崎市）
- 三ツ寺公園（群馬県高崎市）
- 敷島公園（群馬県前橋市）
- 谷地沼親水公園（群馬県前橋市）
- 中禅寺湖（栃木県日光市） - 2007年9月5日に「第1回中禅寺湖スワンボートレース」開催。
- 柏の葉公園（千葉県柏市）
- 手賀沼（千葉県柏市・我孫子市）
- 清水公園（千葉県野田市）
- 亀山ダム（千葉県君津市）
- 西武園ゆうえんち（埼玉県所沢市）
- 川越水上公園（埼玉県川越市） - スワンボートの他に「コアラボート」がある。
- 東武動物公園（埼玉県宮代町） - スワンボートの他に「テントウムシボート」がある。
- 久喜菖蒲公園（埼玉県久喜市）
- 加須はなさき水上公園（埼玉県加須市）
- 長井海の手公園ソレイユの丘（神奈川県横須賀市）
- こどもの国（神奈川県横浜市青葉区）
- 相模湖公園（神奈川県相模原市）
- 芦ノ湖（神奈川県足柄下郡箱根町） - 桃源台と箱根町の二か所。

### 東京
- 千鳥ヶ淵緑道・千鳥ヶ淵（東京都千代田区） - 皇居の堀。花見の名所として著名。
- 上野恩賜公園・不忍池（東京都台東区）
- 洗足池（東京都大田区）
- 井の頭恩賜公園（東京都武蔵野市）
- 石神井公園・石神井池（東京都練馬区）
- 善福寺公園（東京都杉並区）
- 横十間川親水公園（東京都江東区） - 運河の一部。
- 新左近川親水公園（東京都江戸川区）
- 昭和記念公園（東京都立川市）

### 東海・中部
- 山中湖（山梨県南都留郡山中湖村） - TV東京のバラエティ番組であった『チャンピオンズ〜達人のワザが世界を救う〜』で制作された、高速仕様の改造スワンボートに乗ることが出来る。年一回でレース大会が開催される予定。
- 河口湖（山梨県南都留郡富士河口湖町）
- 野尻湖（長野県上水内郡信濃町） - アヒルボートの名だが、塗装が異なるだけでスワンボートと変わらない。湖に浮かぶ琵琶島へ渡ることができる。
- 諏訪湖（長野県諏訪市） - 足こぎボートあひる
- 蓼科湖（長野県茅野市）
- 白樺湖（長野県茅野市）
- 下田海中水族館（静岡県下田市） - イルカが泳ぐ近くで乗ることができる。
- 浜名湖（静岡県）
- 岐阜ファミリーパーク（岐阜県岐阜市）
- フォレストパーク373（岐阜県郡上市）
- 鞍ヶ池公園（愛知県豊田市）

### 北陸
- 二子島森林公園（新潟県村上市）
- 北潟湖畔公園・北潟湖（福井県あわら市）

### 近畿
- 道の駅アグリパーク竜王（滋賀県蒲生郡竜王町） - 土日のみ。
- 尻無川（大阪市西区）
- 万博記念公園（大阪府吹田市）
- 国営明石海峡公園（兵庫県淡路市）
- 淡路ファームパーク イングランドの丘（兵庫県南あわじ市）
- 赤穂海浜公園（兵庫県赤穂市）
- 兵庫県立明石公園（兵庫県明石市）

### 四国
- ドルフィンセンター（香川県さぬき市）

### 中国
- 岡山城周辺旭川（岡山県岡山市）
- おかやまフォレストパーク ドイツの森（岡山県赤磐市）
- 道の駅秋鹿なぎさ公園（島根県松江市）
- 宇部ときわ公園（山口県宇部市）

### 九州・沖縄
- 大濠公園（福岡市中央区）
- 青島リゾートこどものくに （宮崎県宮崎市青島）
- ANAホリデイ・イン リゾート宮崎（宮崎県宮崎市青島）
- 御池（宮崎県都城市と高原町）
- 出の山公園（宮崎県小林市）
- 池田湖（鹿児島県指宿市）

日本各地の足漕ぎボート
- 東京都、上野の不忍池。
- 東京都大田区の洗足池。
- 東京都の井の頭恩師公園。一般のボートと足漕ぎボート、スワンボートが混在している。
- 東京都江東区の横十間川親水公園。池ではなく運河の一部。
- 山口県宇部市の常磐公園のピンクの謎ボート。
- 長野県諏訪市の諏訪湖園の白鳥型遊覧船「すわん」号と、足こぎ「あひる」ボート。
- 東京都千代田区の千鳥ヶ淵。花見の名所。
- 桜の兵庫県立明石公園。
- 野尻湖に浮かぶ琵琶島。鳥居と灯篭の間に到達着岸した足漕ぎボートが確認できる。